# Mítec
Mítec (en llatí Mithaecus, en grec antic Μίθαικος) fou un escriptor grec.
Va escriure diversos tractats sobre l'art de la bona cuina, que son esmentats per Ateneu (Deipnosophistae 7. p. 325, 12. p. 516, 3. p. 112), sota el títol de Ὀφαρτυτικός i Ὀφοποιία σικελική. A la darrera obra també en fa referència Plató (Gòrgies 518).